# Wilhelm Rust
Pour les articles homonymes, voir Rust.
Œuvres principales
- édition intégrale de l'œuvre de Jean-Sébastien Bach

Wilhelm Rust, né le 15 août 1822 à Dessau et mort le 2 mai 1892 à Leipzig, est un musicologue et un compositeur allemand.

## Biographie
Wilhelm Rust est le petit-fils du compositeur Friedrich Wilhelm Rust, un élève de deux des enfants de Jean-Sébastien Bach et le fils de Carl Ludwig Rust, avocat.
Il prend ses premières leçons de son oncle, Wilhelm Carl Rust, organiste à Vienne puis professeur à Dessau. De 1840 à 1843, il est l'élève de Friedrich Schneider. Il travaille de 1845 à 1849, d'abord comme professeur dans une famille noble de Hongrie, l'hiver à Budapest, l'été dans les Carpathes. En 1849, il revient à Berlin, où il enseigne le piano, le chant et la composition.
En 1857, il devient membre de la Sing-Akademie à Berlin et de la Bachverein (de) créée par Georg Vierling (de). En 1861, il obtient le poste d'organiste de l'église de Saint-Luc (de) et en 1862, celui de chef de chœur de la Bachverein. Pendant douze ans, il donne au public berlinois de nombreux concerts avec au programme des cantates et des motets de Bach alors tombés dans l'oubli, ainsi que des œuvres de Caldara, Corelli, etc. En 1868, il est reçu docteur honoris causa de l'Université de Marbourg. À partir de 1870, il enseigne également au Conservatoire Stern.
En 1850, il rejoint la société Bach-Gesellschaft de Leipzig nouvellement créée, qui se donnait pour but l'édition intégrale de l'œuvre de Jean-Sébastien Bach. À partir 1853, il participe à ce travail d'édition, entreprise dont il prend la direction en 1858. Ce qui était nouveau pour son époque, il a appliqué les méthodes des médiévistes à l'édition des manuscrits de musique. Toutes ses préfaces aux différents volumes de l'édition sont autant de textes pionniers. Comme rédacteur de la Bach-Gesellschaft, il a publié de manière exemplaire un grand nombre d'œuvres de Bach. Il a été reconnu par les meilleurs spécialistes de Bach de son époque, Philipp Spitta et Johannes Brahms.
En 1878, il est nommé organiste de l'Église Saint-Thomas à Leipzig et après le décès de Ernst Friedrich Richter, il lui successeur en tant que cantor de la Thomasschule. En même temps, il enseigne la théorie, la composition et l'orgue au Conservatoire de Leipzig.

## Œuvre
Wilhelm Rust a surtout composé de la musique religieuse.
Piano
- Sonate en ut majeur
- Fantaisie en si majeur
- divers Nocturnes
- Deux Caprices pour Piano, op. 2. no 1 mi majeur [et] no 2 si bémol majeur, [1856].
- Beethoven

Musique Vocale
- le Psaume CXXX Aus der Tiefe ruf ich, Herr zu dir!
- Motets pour Solistes et Chœur à huit voix.